# Prometheus Global Media
Prometheus Global Media é uma empresa de mídia global de entretenimento e propaganda com sede em Nova York. Ela foi renomeada de e5 Global Media após a compra feita pela Nielsen Business em dezembro de 2009.

## Publicações
- Adweek
- Back Stage
- Billboard
- Film Journal International
- The Hollywood Reporter